# دیلانا دیلیشیاتی
دیلانا دیلیشیاتی (انگلیسی: Dilana Dilixiati؛ زادهٔ ۷ ژانویهٔ ۱۹۹۷) بازیکن زن بسکتبال ۳ نفره اهل چین است. وی در بازی‌های آسیایی ۲۰۱۸ برنده مدال طلا شده است.